# Berg-sur-Moselle
Berg-sur-Moselle település Franciaországban, Moselle megyében. Lakosainak száma 457 fő (2022. január 1.). Berg-sur-Moselle Gavisse, Haute-Kontz, Malling és Rettel községekkel határos.

## Népesség
A település népességének változása:
| Lakosok száma | 185  | 224  | 261  | 417  | 432  | 426  | 430  | 432  | 433  | 457  |
|               | 1968 | 1982 | 1990 | 2006 | 2013 | 2015 | 2017 | 2019 | 2020 | 2022 |